# Бернартице
Вижте пояснителната страница за други значения на Бернартице.
Бернартице (на чешки: Bernartice) е село и община в Чехия, Средночешки край, окръг Бенешов. Според Чешката статистическа служба през 2015 г. общината има 226 жители.